# Ryan Bingham
Ryan Bingham, all'anagrafe George Ryan Bingham (Hobbs, 31 marzo 1981), è un cantautore e attore statunitense.
Attivo soprattutto nei generi folk rock e country, nel 2010 ha vinto il premio Oscar per la miglior canzone con il brano The Weary Kind, composto con T-Bone Burnett ed inserito nella colonna sonora del film del 2009 Crazy Heart.

## Biografia
Bingham passò la propria infanzia e adolescenza in diverse località del sudovest degli Stati Uniti, soprattutto Texas e Nuovo Messico, e visse da solo fin da giovanissimo mantenendosi lavorando nei rodeo. Al circuito di questi fu legato per molti anni, e durante gli ultimi anni dell'adolescenza partecipò attivamente cavalcando tori.
È durante questi anni che inizia a comporre musica e a suonare, e viene così notato da un proprietario di un bar che gli permette di esibirsi settimanalmente nel suo locale. Alla metà degli anni 2000, a 21 anni, infatti pubblicò alcuni album autoprodotti (Wishbone Saloon nel 2002, Dead Horses nel 2006, Lost Bound Rails), mai ristampati. Il suo debutto ufficiale per una etichetta discografica importante, la Lost Highway Records, fu Mescalito (2006), prodotto da Marc Ford, chitarrista dei Black Crowes.
L'album, realizzato col contributo di musicisti affermati come Terry Alen e Joe Ely (oltre che dello stesso Ford) ricevette recensioni molto positive e la voce di Bingham (appena venticinquenne) fu paragonata a quella di Tom Waits e di Steve Earle, anche se alcuni critici giudicarono lo stile compositivo di Bingham come troppo di maniera. Il singolo di maggior successo tratto dall'album, South Side of Heaven, divenne abbastanza celebre da essere usato nella colonna sonora di un episodio del popolare telefilm E.R. - Medici in prima linea.
Il 2 giugno 2009, Ryan Bingham e il suo gruppo, battezzato "The Dead Horses", hanno pubblicato il secondo album per la Lost Highway, ancora prodotto da Marc Ford, dal titolo Roadhouse Sun. Anche questo nuovo lavoro ha ricevuto critiche molto positive.
Il 31 agosto 2010, Ryan Bingham, ancora accompagnato dai "The Dead Horses", pubblica il terzo album, Junky Star, con la stessa etichetta. Tra i suoi album è quello dal maggior successo di pubblico, poiché pubblicato mesi dopo aver vinto l'Oscar alla migliore canzone, con il brano The Weary Kind contenuto nell'album in questione, e aver acquisito maggior notorietà. È prodotto da T-Bone Burnett, con il quale Bingham ha composto The Weary Kind.
Dopo una pausa di due anni, il 18 settembre 2012 esce il quarto lavoro in studio di Bingham, Tomorrowland. L'album è prodotto dall'etichetta discografica di sua proprietà, l'Axter Bingham Records, fondata nel frattempo, e il cantante inoltre non è più accompagnato dalla sua band, i "Dead Horses".
una sua canzone fa da colonna sonora alla serie televisiva danese / svedese "The Bridge " poi rifatta in versione Mesicco Usa

## Discografia

### Album
Autoproduzione
- 2002 - Wishbone Saloon
- 2006 - Dead Horses
- 2006 - Lost Bound Rails

Album studio
- 2007 - Mescalito (Lost Highway Records)
- 2009 - Roadhouse Sun (Lost Highway Records)
- 2010 - Junky Star (Lost Highway Records)
- 2012 - Tomorrowland (Axter Bingham Records)
- 2015 - Fear and Saturday Night (Axter Bingham Records)
- 2019 - American Love Song

## Filmografia
- Crazy Heart, regia di Scott Cooper (2009)
- Hostiles - Ostili (Hostiles), regia di Scott Cooper (2017)
- Yellowstone – serie TV, 36 episodi (2018-2024)